# Pierre Beaulé
Pierre Beaulé, né à Québec le 31 août 1872 et mort dans la même ville le 8 octobre 1957, est un syndicaliste québécois.
Pierre Beaulé fut le premier président de la Confédération des travailleurs catholiques du Canada (1921-1933) et organisateur du Conseil central national des métiers du district de Québec.

## Biographie
Cordonnier-machiniste, Pierre Beaulé devient membre, dès la fin des années 1890, de l'Union des machinistes, l'un des trois syndicats nationaux composant la Fraternité des cordonniers unis de Québec,. Il participe au Cercle d’étude des ouvriers de Québec de l'abbé Maxime Fortin dont la mission était d'amener les syndicats nationaux à accepter la doctrine sociale de l'Église et à se déclarer catholiques. Lors de la fondation du Conseil central national des métiers du district de Québec, c'est lui qui propose, à titre de délégué, une résolution pour solliciter des autorités religieuses la nomination d'un aumônier. 
Organisateur du Conseil central national des métiers du district de Québec , il est élu par acclamation président de la Confédération des travailleurs catholiques du Canada lors du congrès de fondation en 1921,, poste qu'il occupera jusqu'à sa démission en 1933. Il se joindra par la suite à la fonction publique québécoise.
À titre de président de la CTCC et d'organisateur du Conseil central national des métiers du district de Québec, il est mêlé de près au plus important conflit de travail de la décennie, la grève de l'industrie de la chaussure de Québec en 1926,. 
Il représente la CTCC à trois reprises au sein de la délégation canadienne à l'Organisation internationale du travail à Genève,.
Selon l'hommage que lui fit Alfred Charpentier à sa mort dans Le Travail, il fut père de famille nombreuse (17 enfants, dont « trois prêtres et trois religieuses»)

## Honneurs
Nommé Chevalier de l'Ordre St. Grégoire-le-Grand par le pape Benoit XV,.